# Oeoniella aphrodite
Oeoniella aphrodite (Balf.f. & S.Moore) Schltr., 1918 è una pianta della famiglia delle Orchidacee, diffusa nelle isole Mascarene e Seychelles.

## Descrizione
È una orchidea epifita a crescita monopodiale, con foglie ligulate, carnose e infiorescenze laterali lunghe sino a 20–30 cm, che raggruppano fiori di colore biancastro, disposti su due file, con sepali e petali lanceolati e labello a forma di imbuto, con un corto sperone basale e gimnostemio dotato di due pollinii.

## Distribuzione e habitat
La specie è diffusa a Mauritius, Rodrigues e nelle Seychelles.